# Hypsipetes olivaceus
Hypsipetes olivaceus là một loài chim trong họ Pycnonotidae.